# Trachypithecus cristatus
Trachypithecus cristatus är en däggdjursart som först beskrevs av Thomas Stamford Raffles 1821.  Trachypithecus cristatus ingår i släktet Trachypithecus och familjen markattartade apor. IUCN kategoriserar arten globalt som sårbar. Det svenska trivialnamnet budeng förekommer för arten.
Inga underarter finns listade i Catalogue of Life. Wilson & Reeder (2005) skiljer mellan två underarter.

## Utseende
Honor är med en kroppslängd (huvud och bål) av 46 till 51 cm och en genomsnittlig vikt av 5,7 kg mindre än hanar. De senare blir 50 till 58 cm lång (huvud och bål) och i genomsnitt 6,6 kg tung. Svanslängden är för båda kön 67 till 75 cm. Trachypithecus cristatus har en mörkgrå päls med ljusa hårspetsar som ger individerna ett silveraktig utseende. Håren på huvudets topp är uppriktade liksom en tofs. Ungar föds med orange päls som byts ut innan djuret blir fem månader gammalt. Liksom hos andra arter av samma släkte är magsäcken uppdelat i flera kamrar.

## Utbredning och habitat
Denna primat förekommer i Sydostasien på södra Malackahalvön, på Sumatra, på Borneo och på flera mindre öar i regionen. Habitatet utgörs främst av fuktiga skogar, mangrove och träskmarker men arten uppsöker även andra skogar och odlade områden.

## Ekologi

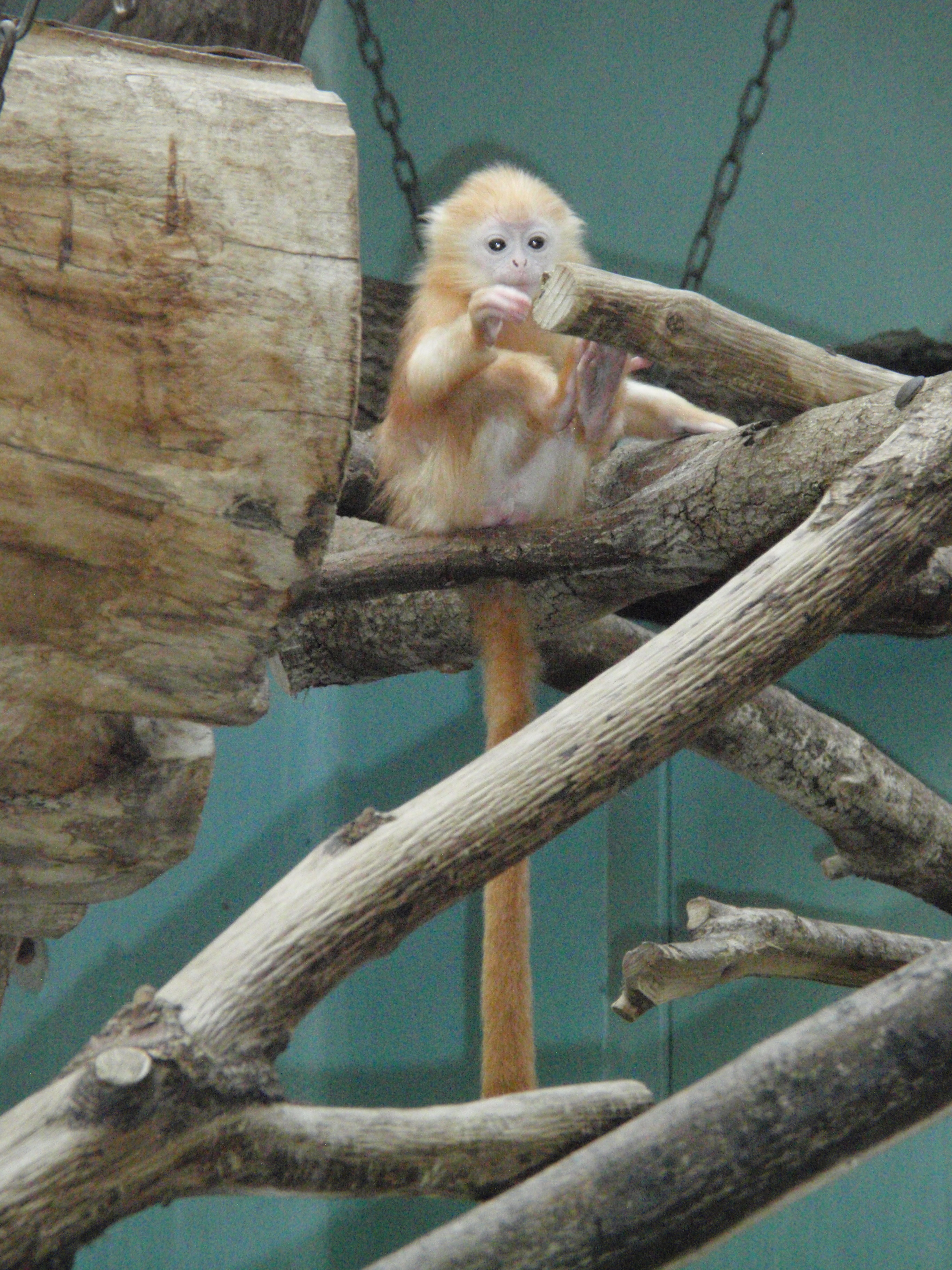
Ungdjur

Individerna äter främst blad som kompletteras med blommor, frukter, frön och unga växtskott.
Denna primat är aktiv på dagen och den klättrar främst i växtligheten. Individerna bildar haremsflockar med en hane, flera honor och deras ungar. Flocken har 9 till 51 medlemmar. Alfahanen försvarar reviret mot främmande hanar. När en alfahane förlorar sin status dödar den nya alfahanen ofta flockens nyfödda ungar. Äldre ungar av hankön drivs däremot bort.
Honor kan para sig under alla årstider och per kull föds en unge. Äldre ungar uppfostras av alla honor som tillhör flocken.